# Filipiny na Zimowych Igrzyskach Olimpijskich 2018
Filipiny na Zimowych Igrzyskach Olimpijskich 2018 – występ kadry sportowców reprezentujących Filipiny na igrzyskach olimpijskich w Pjongczangu w 2018 roku.
W kadrze znalazło się dwóch zawodników, którzy wzięli udział w dwóch konkurencjach w dwóch dyscyplinach sportowych – łyżwiarstwie figurowym i narciarstwie alpejskim.
Chorążym reprezentacji Filipin podczas ceremonii otwarcia i zamknięcia igrzysk był alpejczyk Asa Miller. Reprezentacja Filipin weszła na stadion jako 88. w kolejności podczas ceremonii otwarcia i 89. podczas zamknięcia, w obu przypadkach pomiędzy ekipami z Finlandii i Węgier. Szefem filipińskiej misji olimpijskiej na igrzyska w Pjongczangu był Tom T. Carrasco.
Był to 5. start reprezentacji Filipin na zimowych igrzyskach olimpijskich i 26. start olimpijski, wliczając w to letnie występy.

## Skład reprezentacji

### Łyżwiarstwo figurowe
| Konkurencja | Zawodnik                   | Taniec krótki | Taniec krótki | Taniec dowolny | Taniec dowolny | Nota łączna | Nota łączna |
| Konkurencja | Zawodnik                   | Punkty        | Miejsce       | Punkty         | Miejsce        | Punkty      | Miejsce     |
| ----------- | -------------------------- | ------------- | ------------- | -------------- | -------------- | ----------- | ----------- |
| Soliści     | Michael Christian Martinez | 55,56         | 28.           | NQ             | NQ             | 55,56       | 28.         |

### Narciarstwo alpejskie
| Konkurencja            | Zawodnik   | Przejazd 1 | Przejazd 1 | Przejazd 2 | Przejazd 2 | Czas łączny | Miejsce |
| Konkurencja            | Zawodnik   | Czas       | Miejsce    | Czas       | Miejsce    | Czas łączny | Miejsce |
| ---------------------- | ---------- | ---------- | ---------- | ---------- | ---------- | ----------- | ------- |
| Slalom gigant mężczyzn | Asa Miller | 1:27,52    | 81.        | 1:22,43    | 68.        | 2:49,95     | 70.     |